# Gutty Quezada
Agustín Quezada Acevedo, plus connu sous le nom d'artiste Gutty Quezada, né le 20 octobre 1986 à San Agustín (es), dans la municipalité de Tlajomulco de Zúñiga, et mort le 7 août 2021 des complications engendrées par une maladie à coronavirus 2019, est un auteur-compositeur de Musique régionale mexicaine.

## Carrière
La carrière de Gutty Quezada a commencé en 2015 avec ses premiers enregistrements. Passionné par les chevaux, l'univers de la  Charrería et la musique de Banda, il choisit d'inscrire sa carrière de chanteur dans le cadre de la musique régionale mexicaine.

## Sources
- (es) Jorge Rodarte, « Muere el cantante Gutty Quezada a causa de complicaciones por Covid-19 » [html], sur El Debate, El Debate, Mazatlán, El Debate S.A. DE C.V., 7 août 2021.
- (es) Susana Rodríguez, « Muere el cantante Gutty Quezada » [html], sur Diario del Yaqui, Ciudad Obregón, diariodelyaqui, 8 août 2021.
- (es) Redacción de El Informador, « Gutty Quezada, la nueva voz del norteño » [html], sur El Informador, El Informador, Guadalajara, Unión Editorialista, S.A. de C.V., 25 février 2017.